# Ljubija (Ljubljanica)
Ljubija je povirni pritok Ljubljanice, ki izvira v naselju Verd pri Vrhniki.